# Sunday Bloody Sunday
"Sunday Bloody Sunday" pjesma je irskog rock sastava U2, objavljena na albumu War (1983.) ali i kao singl 11. ožujka 1983. Ovo je jedna od najpoznatijih pjesama sastava U2 i općenito jedna od napoznatijih političkih pjesama.
Snimljen je i veliki broj inačica pjesme. Pjesma se nalazi na soundtracku istoimenog filma iz 2002. godine.

## Radnja pjesme
Radnja pjesme govori o "Krvavoj nedjelji" 30. siječnja 1972., kada su britanski vojnici ubili 14 nenaoružanih muškaraca i dječaka i povrijedili 13, tijekom prosvjeda u gradu Derryju u Sjevernoj Irskoj. Pjesma je također i prosvjed protiv nasilja u 800-o godišnjoj irskoj povijesti do 1970-ih i 1980- ih godina. Ipak glavna poruka pjesme smatra se mirotvornom i ne govori toliko o irskom nacionalizmu nego koliko su borbe u Sjevernoj Irskoj namučile narod koji tu živi.
Pjesma započinje zvukom bubnjeva. Larry Mullen Jr. je sjedio tijekom snimanja na stubištu da bi zvuk imao što realističniji zvuk. The Edge nastavlja kasnije sa specifičnim gitarskim uvodom.